# Vilhelm Bjerring
 Der er for få eller ingen kildehenvisninger i denne artikel, hvilket er et problem. Du kan hjælpe ved at angive troværdige kilder til de påstande, som fremføres i artiklen.

Vilhelm Jakob Bjerring (født 17. januar 1805 i København, død 30. november 1879 på Frederiksberg) var en dansk sprogmand og politiker. Han var søn af Niels Christian Bjerring. 
Bjerring dimitteredes fra Borgerdydskolen sammesteds 1823, tog året efter Anden Eksamen og rejste derpå til Frankrig, hvor han opholdt sig i flere år, navnlig i Bordeaux og Paris, sysselsat med at studere sproget, men tillige stærkt optaget af det bevægede politiske liv, der betegnede slutningen af restaurationen inden julirevolutionen. Efter sin hjemkomst fortsatte han sine sprogstudier og havde sin tid for øvrigt besat med privat undervisning; i 1833 blev han lærer i fransk ved Landkadetakademiet og fire år senere, efter en ny rejse til Frankrig og Tyskland, tillige ved Den kongelige militære Højskole, hvor han fik fast ansættelse i 1846 og vedblev at virke indtil 1868, skønt han i 1852 tillige var blevet lektor i samme sprog ved Københavns Universitet. Titel af professor fik han 1848. Han var gift med Louise Esskildsen, født 29. februar 1808, datter af havnekaptajn og lodsoldermand Erik Esskildsen.

## Politikeren Bjerring
Bjerring, hvis politiske interesse var blevet vakt ved opholdet i Frankrig og næredes ved et gennem mange år fortsat, omhyggeligt studium af de parlamentariske forhandlinger under julikongedømmet, tog tidlig del i det liv, som begyndte at røre sig her hjemme efter stænderinstitutionens indførelse og navnlig efter Christian 8.s tronbestigelse; han sluttede sig med fuld og begejstret overbevisning til det opvoksende nationalliberale parti og hørte i 1848 allerede til dets toneangivende mænd. Det lykkedes ham dog ikke straks at komme ind i det aktive politiske liv; ved valgene til den grundlovgivende Rigsforsamling i oktober 1848 faldt han igennem i Københavns 4. kreds, men ligesom flere andre faldne kandidater blev han udnævnt til kongevalgt medlem og begyndte dermed en parlamentarisk virksomhed, der fortsattes i 26 år. Bjerring blev valgt ind i grundlovsudvalget, han dirigerede dets første møde 22. december 1848 og blev i samme møde valgt til dets formand, medens daværende overretsprokurator Torkild Christian Dahl, blev sekretær. Det var en lige så hæderlig som ansvarsfuld stilling, der således betroedes ham; der var den gang så godt som ingen parlamentarisk tradition at ty til, alt skulle så at sige skabes fra nyt, og der hørte en sikker hånd, en skarp formel sans til for at holde forhandlingerne om en så vigtig sag som landets tilkommende forfatning, hvorom tilmed meningerne stod så skarpt imod hinanden, i det rette og praktiske spor. Bjerring viste sig den vanskelige opgave voksen, og hans ledelse bidrog sit til, at de modstridende anskuelser omsider mødtes i et fælles resultat. Ikke desto mindre faldt han atter igennem, da hån stillede sig ved det første folketingsvalg, 4. december 1849, i Fredensborgkredsen, men i oktober 1850 valgtes han til Landstinget for en jysk kreds, og i denne forsamling havde han derefter, om end ved valg fra forskellige kredse, sæde i 24 år, i 9 af hvilke han tillige var en af tingets statsrevisorer. Det formelle var Bjerrings stærke side som politiker; han kunne være bleven en udmærket formand, og han var en lige så kyndig som omhyggelig statsrevisor. Lige fra vort konstitutionelle livs begyndelse, medens den kompetencestrid imellem de to ting, der senere har ført til en så langvarig og bitter konflikt, endnu kun viste sig i svage tegn, stræbte Bjerring med utrættelig energi at håndhæve Landstingets ligeberettigelse over finansloven og undlod ikke ved enhver passende lejlighed at påvise nødvendigheden af, at Landstinget i tide og praktisk værgede om sin ret, førend den gik af brug og forvandledes til en tom teori uden statsretlig virkning. Hans taler udmærkede sig altid, men særlig når de optoge dette tema, ved omhyggelige data – hans små notesbøger var berømte i Landstinget – og en klar, koncis form, men egentlig veltalenhed besad han ikke. Under debatten om klitternes beplantning til sandflugtens dæmpning 1851 gav Bjerring, med franske erfaringer for øje, anvisning på at benytte Strand-Fyrren, og dette vink blev siden fulgt med god nytte. I 1874 udtrådte han af tinget, og efter længere tids svagelighed døde han 30. november 1879.

## Sprogmanden Bjerring
Bjerring havde allerede fra sin barndom i hjemmet haft lejlighed til at erhverve sig praktisk kundskab til fransk. Senere havde han ikke blot ved rejser til Frankrig, men også ved grundigt studium stræbt at skærpe sin indsigt i dette sprogs bygning, og særlig havde han med iver søgt at vinde solid kundskab til dets historiske udvikling, en opgave, som i Bjerrings Ungdom dog ikke endnu skulle få en tilfredsstillende løsning. Ved siden af Raynouards system havde Bjerring også med forkærlighed fulgt de forsøg, der gik ud på at hævde keltisk som det franskes modersprog, en forkærlighed, som han heller ikke senere helt opgav, efter at Friedrich Christian Diez havde bragt forskningen ind på en pålideligere bane. Efter Niels Ludvig Westergaards ansættelse ved Universitetet som lærer i sanskrit studerede Bjerring under hans vejledning dette sprog med megen iver, han arbejdede sig frem til studiet af vedasproget; og det var derefter hans agt at foretage et nøjagtigt studium af keltisk (navnlig af Myvyrian Archaiology of Wales) for at komme til vished, om Diez’ opfattelse også kunne anses for tilstrækkelig begrundet. Det var vel ikke så meget hans lærergerning som hans politiske virksomhed, der gjorde afbræk i denne plan. man vil dog se, at hans bestræbelser for at vinde et fast videnskabeligt grundlag med rette betegnede ham som selvskrevet til posten som lektor (professor ekstraordinær) ved Universitetet (november 1852). Det viste sig imidlertid i de første år af denne hans virksomhed, at der endnu ikke fandtes tilstrækkelig interesse for et videnskabeligt studium af fransk: det hændtes ikke sjælden, at der slet ingen mødte til hans sprog- eller litteraturhistoriske forelæsninger, hvorimod hans praktiske øvelser i reglen var vel besøgte. Først i begyndelsen af tresserne viste der sig lyst til et mere indtrængende studium af fransk sproghistorie. Da Bjerring imidlertid stadig var temmelig optaget af politikken, og vel også fordi han ikke havde nogen videre fast tro til Diez’ hovedresultater, lykkedes det ham ikke i litteraturen at afsætte nogen frugt af sine mange studier. Imidlertid må man dog ikke glemme, at det var ham; der her i landet først vakte den interesse for grundigere fransk sprogstudium, som senere har udviklet sig mere og mere.
Bjerring blev Ridder af Dannebrog 1858 og Dannebrogsmand 1868. Han er begravet på Frederiksberg Ældre Kirkegård. Han er portrætteret på Constantin Hansens maleri af Den grundlovgivende Rigsforsamling (1860-64, Frederiksborgmuseet, studie til samme i Folketinget, 1849). Maleri af Adolph Larsen efter samme (sammesteds). Portrætmaske af Anders Bundgaard (sammesteds). Træsnit af H.P. Hansen 1879 efter fotografi af Jens Petersen.

## Værke
- L'Évangile selon Saint Jean, Johanne's Evangelium, med en ordret og analytisk Interlinear-Oversættelse efter det Hamiltonske System, København 1832
- Recueil de morceaux en prose, à l'usage des classes moyennes des écoles, København 1837 (sammen med Niels Christian Bjerring)
- Samling af lette franske læsestykker til brug ved underviisning, København 1841